# SEFF
SEFF (Scandinavian-European Fan Fund) var en organisation som startades 1984 för att ge ekonomiska bidrag till nordiska SF-fans att åka utomlands. Ursprungligen var det tänkt att fonden skulle hetat SUFF (Scandinavia-UK Fan Fond). 1984 vann David Nessle, 1985 vann Jim Barker, 1986 vann Maths Claesson och 1987 vann Anders Bellis. Kontroverserna efter 1987 års valomgång blev slutet på SEFF.